# Hou Yi
Hou Yi este considerat de chinezi apărătorul Pământului.
El era căsătorit cu zeița Rama, care dispare într-o zi în mod necunoscut. Hou Yi era cel mai experimentat arcaș. Se spune că el nu rata niciodată. Nimeni nu știe cine l-a născut. Arcaș expert, el se luptă cu zeul războiului Guan Yu pentru tron. Hou Yi este grav rănit, însă reușește să-l învingă pe Guan Yu. Deoarece a fost rănit foarte grav, moare și el în același loc unde murise Guan Yu.